# Carnages
Carnages è un film del 2002 diretto da Delphine Gleize.
Coproduzione europea tra Francia, Spagna, Belgio e Svizzera, la pellicola ha vinto l'Avignon Film Festival, il British Film Institute Awards e il Festival di Cannes nella sezione giovani registi.